# Flatbrød

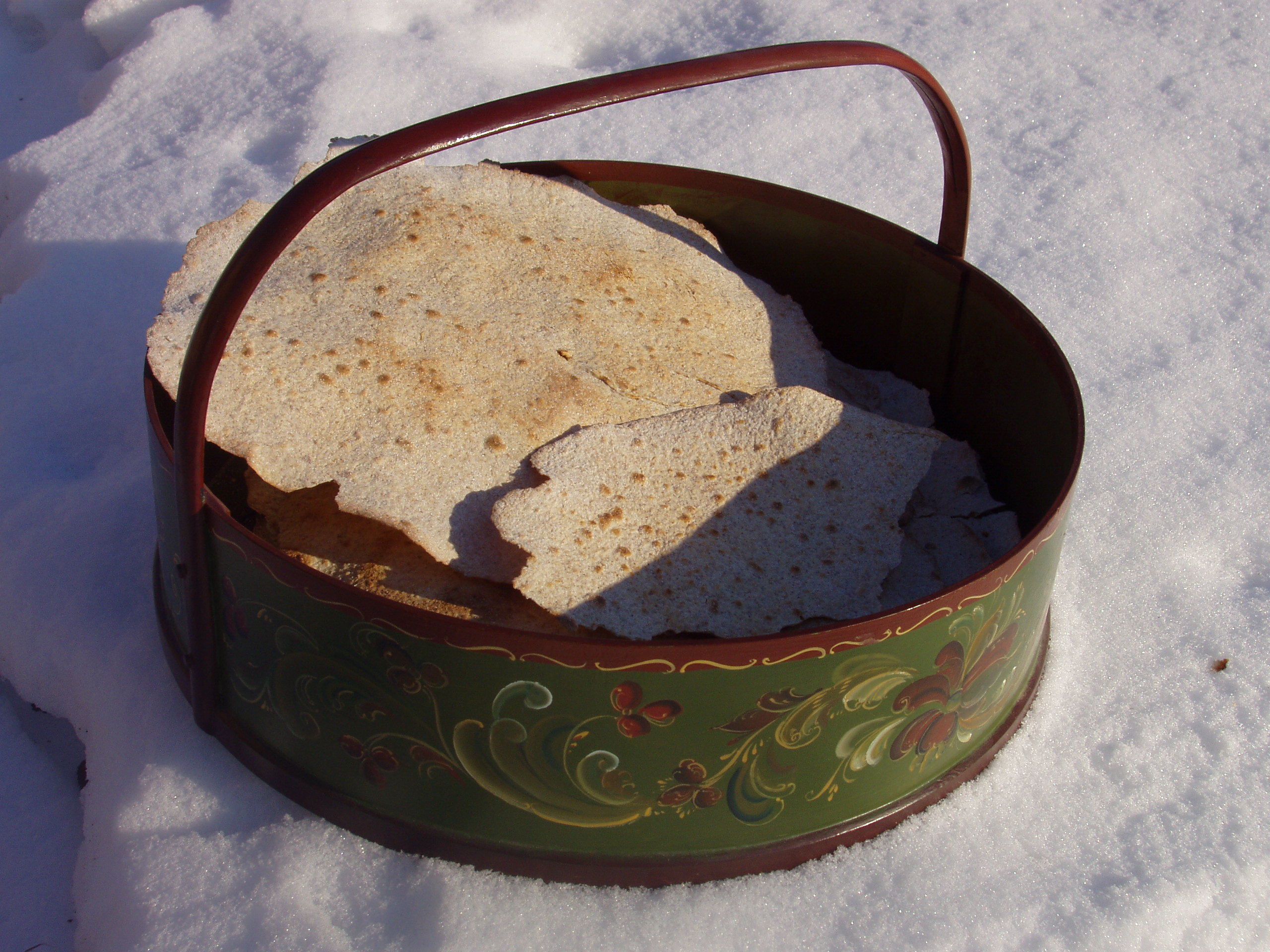
Flatbrød

Flatbrød is het traditionele ongezuurde brood van Noorwegen. Het wordt gegeten bij vis, gezouten vlees en soep. Flatbrød vormde het basisvoedsel van de Noorse herders, boeren en Vikingen. 
De basisingrediënten zijn gerst, meel, zout en water, maar er zijn vele variaties met andere toevoegingen. Het deeg wordt gerold en dan gebakken op een grote bakplaat. Hoe dunner het brood is, hoe beter de kwaliteit. De traditie van het bakken van flatbrød is van generatie op generatie huisvrouwen doorgegeven. 
Flatbrød werd oorspronkelijk bij alle maaltijden gegeten, meestal met zure haring en koude gekookte aardappel, vaak met zure room of boter. Het is nog steeds een belangrijk onderdeel van de Noorse keuken, maar flatbrød wordt nu vrijwel alleen nog industrieel gemaakt. 

## Bron
- Vertaald van de Engelstalige Wikipedia: en:Flatbrød